# 水滸伝 男たちの挽歌
『水滸伝 男たちの挽歌』（すいこでん おとこたちのばんか、原題：水滸傳之英雄本色、英題：All Men Are Brothers: Blood of the Leopard）は、1993年の香港映画。
中国の古典小説『水滸伝』を原作に、林冲が魯智深と出会い梁山泊へ入るまでを描いたアクション映画。
日本では劇場公開されず、『水滸伝』の邦題でVHS化され、DVD化された際に『水滸伝 男たちの挽歌』と改題された。

## キャスト
- 林冲：レオン・カーフェイ
- 林冲の妻：ジョイ・ウォン
- 魯智深：チョイ・カムコン
- 高俅：ラウ・シュン
- 宿元景：ウー・マ
- 仇五：ラウ・チンワン
- 陸謙：ラム・ウェイ
- 高衙内：パル・シン
- 雷横：惠天賜

## スタッフ
- 監督：ツァン・ワイイー
- 製作：ツァン・リトン
- 脚本：リ・ジョンカイ
- 撮影：ツァイ・グアン
- 美術：ツォン・イフォン